# Ayuntamiento Nuevo (Praga)
El nuevo ayuntamiento (en checo: Novoměstská radnice, en alemán: Neustädter Rathaus) es el centro administrativo del Barrio Nuevo (medieval) de Praga, o "Nové Město". En 1419 fue el lugar de la primera de las tres defenestraciones de Praga .